# 库赛湖
库赛湖，又名库赛淖尔，是一个位于中国青海省治多县的湖泊，地处可可西里国家级自然保护区，面積328平方公里，是可可西里自然保护区第六大湖，也是可可西里地区第一大外流湖。库赛湖地处库赛湖-玛曲断裂带上，东南较浅，西北较深。湖区附近是荒漠草原，水源主要依靠库赛河补给，受上游卓乃湖溢流影响，库赛湖水位上涨，2001年9月底于东南侧溢出，与下游的海丁诺尔相連。